# Kariganur, Channagiri
Kariganur là một làng thuộc tehsil Channagiri, huyện Davanagere, bang Karnataka, Ấn Độ.